# Ptyonoprogne
Ptyonoprogne (Cheramoeca leucosterna) este un gen de păsări din familia de rândunele Hirundinidae. Cuprinde patru specii: P. rupestris, P. fuligula, P. obsoleta și P. concolor.  Sunt strâns înrudiți unul cu celălalt și uneori au fost considerați o singură specie.  Sunt niște rândunele mici cu părțile superioare maro, părțile inferioare mai palide și o coadă pătrată cu pete albe.

## Taxonomie
Cele trei specii de Ptyonoprogne sunt lăstunul euroasiatic de stâncă (P. rupestris), descris în genul Hirundo de naturalistul italian Giovanni Antonio Scopoli în 1769; lăstunul de stâncă (P. fuligula), descris de zoologul german Martin Lichtenstein în 1842 și lăstunul cenușiu de stâncă (P. concolor), descris de ornitologul britanic William Henry Sykes în 1832 au fost mutate de ornitologul german Heinrich Gustav Reichenbach în genul Ptyonoprogne în 1850. Tot în 1859, ornitologul german Jean Cabanis a descris cea de-a patra specie, lăstunul de deșert (P. obsoleta).
Numele genului este derivat din greaca veche ptuon (πτύον), „evantai”, referindu-se la forma cozii deschise, și Procne (Πρόκνη), o fată mitologică care a fost transformată într-o rândunică.